# Cressensac
Cressensac is een plaats en voormalige gemeente in het Franse departement Lot in de regio Occitanie en telt 570 inwoners (1999). De plaats maakt deel uit van het arrondissement Gourdon.

## Geschiedenis
Cressensac is op 1 januari 2019 gefuseerd met de gemeente Sarrazac tot de gemeente Cressensac-Sarrazac. 

## Geografie
De oppervlakte van Cressensac bedraagt 22,8 km², de bevolkingsdichtheid is 25,0 inwoners per km².
De onderstaande kaart toont de ligging van Cressensac met de belangrijkste infrastructuur en aangrenzende gemeenten.

## Demografie
Onderstaande figuur toont het verloop van het inwonertal.